# NGC 2729
NGC 2729 ist eine linsenförmige Galaxie vom Hubble-Typ S0 im Sternbild Wasserschlange. Sie ist schätzungsweise 164 Millionen Lichtjahre von der Milchstraße entfernt.
Das Objekt wurde am 3. März 1864 von Albert Marth entdeckt.